# Glacera de l'Aup
La glacera de l'Aup és una de les últimes glaceres de la vall del Valgaudemar als Alps francesos. La glacera de l'Aup ha perdut a prop del 40 % de la seva superfície en menys de 20 anys, seguint així la tendència observada des de fa 20 anys als Alps a causa de l'escalfament global.

## Situació geogràfica
La glacera de l'Aup és envoltada d'un circ de cims i de colls que formen una ferradura per la seva posició els uns respecte als altres:
- Coll de Londonnière o Sellon
- Carena Eyssarassou
- Pic de Mal Cros (3.116 m)[3]
- Coll Navette
- Brèche de l'Homme étroit (3.056 m)
- Caps de Mal Cros (3.084 m)
- Coll Mal Cros (3.027 metres)
- Pointe des Moutières (3.052 m)
- Coll de Méande (2.772 m)

## El torrent de Navette
El torrent de Navette és el rierol format per la fusió de la glacera Aup. S'uneix al torrent Jas du Seigneur a 1 456 m. A continuació, aquest torrent s'uneix amb el torrent Buffe al nivell de l'antic poble de Navette.

## La cabana de l'Aup
La cabana de l'Aup és una cabana de pastor que se situa al final del sender de Navette. Després de la cabana, cal escalar parets rocoses per arribar a la glacera de l'Aup.
Al nivell de la cabana, es pot percebre el torrent de Navette i el començament de la glacera de l'Aup.